# ミニライト
ミニライト（MINILITE）は、イギリス・ウェスト・ミッドランズのシュロップシャー・テルフォードに本社を置く、アルミホイールの製造・販売を行う企業、または同社及び同社とライセンス契約を結んだ企業が製造するアルミホイールの名称である。

## 概要
丸みを帯びた8本のスポークが特徴的なアルミホイールで知られている。元々はラリーやレース用に開発されたホイールであり、特にミニ (BMC)に装着されラリー・モンテカルロで活躍したことをきっかけとして世界的に有名となった。誕生から60年が過ぎた現在でも当時と変わらないデザインのまま製造が行われていることもあり、旧車（クラシックカー）の愛好家からの人気も根強い。なお、当時の素材はダイキャストであったが、現在はアルミニウム合金製となっている。
日本においては、群馬県太田市の株式会社ショーダクリエイティブが、イギリス本国のミニライトとライセンス契約のもと、デザイン、製品開発、生産を日本国内で行っており、同社から販売されるミニライトは全て日本製となっている。
過去にはダイハツ・ミラジーノやスバル・ヴィヴィオ（ビストロ）に、純正部品として採用されたこともあった。

## 沿革
- 1963年 - インペリアル・カレッジ・ロンドンを卒業したエレクトリック・エンジニアのデリック・パワーが、ジョン・フォードと共に、ロンドンにテック・デル社を創業し、ミニライトのプロトタイプを製造[3]。
- 1964年 - アメリカ合衆国に進出。特にルーツ・グループ（クライスラー・グループ）のサンビーム・タイガー（英語版）への装着で人気を集めた[3]。
- 1967年 - SEMA Showにて、技術革新大賞受賞。同年、ラリー・モンテカルロでミニライトを装着したミニが優勝したことにより、一躍世界的に知られることになる[3]。
- 1968年 - 3台のミニがアクロバットを演じる映画「ミニミニ大作戦 (1969年の映画)」でミニライトホイールが使用される。また、イギリスのパトカーにも採用された[3]。